# Mariano José Parra León
Mariano José Parra León (* 3. September 1920 in Los Puertos de Altagracia, Zulia; † 26. Januar 1989) war ein venezolanischer römisch-katholischer Geistlicher und Bischof von Cumaná.

## Leben
Mariano José Parra León empfing am 23. September 1933 das Sakrament der Priesterweihe für das Bistum Zulia (später: Erzbistum Maracaibo).
Am 30. November 1966 ernannte ihn Papst Paul VI. zum Bischof von Cumaná. Der Apostolische Nuntius in Venezuela, Erzbischof Luigi Dadaglio, spendete ihm am 22. Januar 1967 die Bischofsweihe; Mitkonsekratoren waren der Erzbischof von Maracaibo, Domingo Roa Pérez, und der Bischof von San Cristóbal de Venezuela, Alejandro Fernández Feo-Tinoco.
Am 12. März 1987 nahm Papst Johannes Paul II. das altersbedingte Rücktrittsgesuch von Mariano José Parra León an.